# Malajczukia ingratissima
Malajczukia ingratissima är en svampart som först beskrevs av Miles Joseph Berkeley, och fick sitt nu gällande namn av Trappe & Castellano 1992. Malajczukia ingratissima ingår i släktet Malajczukia och familjen Mesophelliaceae.   Inga underarter finns listade i Catalogue of Life.